# Municipio de Franklin (condado de Harrison, Indiana)
El municipio de Franklin (en inglés: Franklin Township) es un municipio ubicado en el condado de Harrison en el estado estadounidense de Indiana. En el año 2010 tenía una población de 4104 habitantes y una densidad poblacional de 45,39 personas por km².

## Geografía
El municipio de Franklin se encuentra ubicado en las coordenadas 38°14′1″N 86°0′27″O / 38.23361, -86.00750. Según la Oficina del Censo de los Estados Unidos, el municipio tiene una superficie total de 90.42 km², de la cual 90,36 km² corresponden a tierra firme y (0,07 %) 0,06 km² es agua.

## Demografía
Según el censo de 2010, había 4104 personas residiendo en el municipio de Franklin. La densidad de población era de 45,39 hab./km². De los 4104 habitantes, el municipio de Franklin estaba compuesto por el 97,9 % blancos, el 0,49 % eran afroamericanos, el 0,29 % eran amerindios, el 0,71 % eran asiáticos, el 0,24 % eran de otras razas y el 0,37 % eran de una mezcla de razas. Del total de la población el 0,88 % eran hispanos o latinos de cualquier raza.